# Ґура-Балджиховська-Кольонія
Ґура-Балджиховська-Кольонія (пол. Góra Bałdrzychowska-Kolonia) — село в Польщі, у гміні Поддембиці Поддембицького повіту Лодзинського воєводства.
Населення — 117 осіб (2011).
У 1975-1998 роках село належало до Серадзького воєводства.

## Демографія
Демографічна структура станом на 31 березня 2011 року:
|          | Загалом | Допрацездатний вік | Працездатний вік | Постпрацездатний вік |
| -------- | ------- | ------------------ | ---------------- | -------------------- |
| Чоловіки | 58      | 8                  | 42               | 8                    |
| Жінки    | 59      | 7                  | 38               | 14                   |
| Разом    | 117     | 15                 | 80               | 22                   |